# Consell de Mallorca 1995-1999
El Consell Insular de Mallorca de la quarta legislatura (1995-1999) és un govern de pacte entre Unió Mallorquina, PSOE i PSM.

## Resultats electorals
| ← Eleccions al Parlament de les Illes Balears, Mallorca 28 de maig de 1995 → |         |       |        |      |
| Circumscripció de Mallorca (33 escons)                                       |         |       |        |      |
| Partit                                                                       | Vots    | %     | Escons | Dif. |
| Partit Popular (PP)                                                          | 136.767 | 44,57 | 16     | -2   |
| Partit Socialista de les Illes Balears (PSIB-PSOE)                           | 69.865  | 22,77 | 8      | -3   |
| Partit Socialista de Mallorca (PSM-NM)                                       | 41.242  | 13,44 | 5      | +2   |
| Unió Mallorquina (UM)                                                        | 19.966  | 6,51  | 2      | +2   |
| Esquerra Unida (IU)                                                          | 19.846  | 6,47  | 2      | +2   |
| Els Verds de les Illes Balears (EVIB)                                        | 9.422   | 3,07  |        |      |
| Convergència Balear (CB)                                                     | 1.600   | 0,52  |        |      |
| Esquerra Republicana de Catalunya (ERC)                                      | 1.576   | 0,51  |        |      |
| Agrupación Social Independiente (ASI)                                        | 1.425   | 0,46  |        |      |
| Falange Española de la JONS (FE-JONS)                                        | 439     | 0,14  |        |      |
| Plataforma de los Independientes de España (PIE)                             | 378     | 0,12  |        |      |
| Movimiento Vecinal-Nuevo Partido Socialista (MV-NPS)                         | 321     | 0,10  |        |      |
| Partido Radical Balear (PRB)                                                 | 219     | 0,07  |        |      |

A part, es varen recomptar 3.789 vots en blanc, que suposaven l'1,23% del total dels sufragis vàlids.

### Consellers electes
- Gabriel Cañellas i Fons (PP)
- Joan Verger i Pocoví (PP)
- Rosa Estaràs Ferragut (PP)
- José María González Ortea (PP)
- Cristòfol Soler Cladera (PP)
- Jaume Matas Palou (PP)
- Bartomeu Blanquer Sureda (PP)
- Maria Salom i Coll (PP)
- Joana Aina Vidal Burguera (PP)
- Joan Flaquer Riutort (PP)
- Pilar Ferrer Bascuñana (PP)
- Margalida Ferrando Barceló (PP)
- Andreu Riera Bennàssar (PP)
- Guillem Vidal Bibiloni (PP)
- Mauricio Rovira de Alós (PP)
- Carles Cañellas Fons (PP)
- Joan Francesc Triay Llopis (PSOE)
- Andreu Crespí Plaza (PSOE)
- Teresa Riera Madurell (PSOE)
- Francesc Quetglas Rosanes (PSOE)
- Damià Ferrà-Ponç (PSOE)
- Mercè Amer Riera (PSOE)
- Antoni Diéguez Seguí (PSOE)
- Francesc Antich Oliver (PSOE)
- Pere Sampol Mas (PSM‐Nacionalistes de Mallorca)
- Damià Pons i Pons (PSM‐Nacionalistes de Mallorca)
- Antoni Alorda Vilarrubias (PSM‐Nacionalistes de Mallorca)
- Catalina Bover Nicolau (PSM‐Nacionalistes de Mallorca)
- Mateu Morro i Marcé (PSM‐Nacionalistes de Mallorca)
- Eberhard Grosske Fiol (Esquerra Unida de Mallorca)
- Margalida Thomàs Andreu (Esquerra Unida de Mallorca)
- Maria Antònia Munar Riutort (UM)
- Antoni Pascual Ribot (UM)

## Consell Executiu
El Consell Executiu del Consell Insular de Mallorca és un òrgan col·legiat del govern insular integrat pel president del Consell, els vicepresidents i tots els consellers i les conselleres executives al qual correspon l'exercici de la funció executiva en relació amb les competències del Consell Insular, sens perjudici de les atribucions conferides a altres òrgans de govern.
Els departaments del Consell Insular de Mallorca són els òrgans en què s'organitza la institució i que es corresponen amb els diferents sectors de la seva activitat administrativa. Cada departament està dirigit per un conseller executiu o una consellera executiva, a qui corresponen les seves funcions respectives.
| Presidenta: Maria Antònia Munar Riutort (Unió Mallorquina) |

| 13 de juliol de 1995                       | 14 de novembre de 1997       |                              |
| Vicepresident primer                       | Joan Francesc Triay Llopis   | Joan Francesc Triay Llopis   |
| Vicepresident segon                        | Pere Sampol Mas              | Pere Sampol Mas              |
| Esports i Joventut                         | Antoni Diéguez Seguí         | Antoni Diéguez Seguí         |
| Medi Ambient                               | Francesc Antich Oliver       | Mercè Amer Riera             |
| Ordenació del Territori                    | Mercè Amer Riera             | Francesc Antich Oliver       |
| Benestar Social                            | Damià Ferrà-Ponç             | Damià Ferrà-Ponç             |
| Cultura i Patrimoni Històric               | Damià Pons i Pons            | Damià Pons i Pons            |
| Serveis Generals i Recursos Humans         | Mateu Morro i Marcé          | Mateu Morro i Marcé          |
| Cooperació Municipal i Administració Local | Antoni Alorda Vilarrubias    | Antoni Alorda Vilarrubias    |
| Foment i Ocupació                          | Catalina Maria Bover Nicolau | Catalina Maria Bover Nicolau |
| Urbanisme                                  | Francesc Quetglas Rosanes    | Francesc Quetglas Rosanes    |
| Hisenda i Contractació                     | Antoni Pascual Ribot         | Antoni Pascual Ribot         |